# Ryan Hansen
Ryan Hansen (Fountain Valley, California; 5 de julio de 1981) es un actor y comediante estadounidense. Es conocido por su papel de Dick Casablancas en la serie Veronica Mars (2004–2007) de The CW, Kyle Bradway en la serie Party Down (2009–10) de Starz, y Nolan en la película slasher Friday the 13th.

## Primeros años
Hansen nació en Fountain Valley, California y creció en El Cajon, California.

## Carrera

### Cine y televisión
En 2001, Hansen debutó como actor en la serie The Geena Davis Show de ABC como el personaje Larry durante el episodio "Hot Potato", seguido por una aparición en un episodio de Ally McBeal. En ese mismo año, apareció en la película para televisión Motocrossed. Al año siguiente, interpretó a un piloto en la serie Power Rangers Wild Force. En 2003, interpretó a Matt en un episodio de Grounded for Life, al otro año, apareció en dos episodios de la serie Like Family como Dell, seguido poco después en la serie Las Vegas.

## Vida personal
Hansen vive en Los Ángeles, California con su esposa, Amy Russell y tiene 3 hijas.

### Filantropía
Hansen está involucrado en la campaña Invisible Children, y ha aparecido en la serie en línea The LXD, de la cual el 50% de las ganancias se destina a Invisible Children Campaign.

## Filmografía
| Cine       | Cine                                    | Cine                      | Cine                                                                     |
| Año        | Título                                  | Rol                       | Notas                                                                    |
| ---------- | --------------------------------------- | ------------------------- | ------------------------------------------------------------------------ |
| 2005       | Death by Engagement                     | Michael Micelli           |                                                                          |
| 2006       | The Cutting Edge: Going for the Gold    | Scottie                   |                                                                          |
| 2007       | Palo Alto                               | Anthony                   |                                                                          |
| 2008       | Sherman's Way                           | Kevin                     |                                                                          |
| 2008       | Superhero Movie                         | Lance Landers             |                                                                          |
| 2009       | House Broken                            | Elliot Cathkart           |                                                                          |
| 2009       | Viernes 13                              | Nolan                     |                                                                          |
| 2010       | BoyBand                                 | Tommy                     |                                                                          |
| 2011       | Brother's Justice                       | Lance Jeung               |                                                                          |
| 2011       | Bad Actress                             | Russell Pillage           |                                                                          |
| 2012       | Hit and Run                             | Alan                      |                                                                          |
| 2013       | G.I. Joe: Retaliation                   | Grunt                     |                                                                          |
| 2013       | Last Call                               | Phil                      |                                                                          |
| 2014       | Veronica Mars                           | Dick Casablancas          |                                                                          |
| 2014       | Friended to Death                       | Michael Harris            |                                                                          |
| 2015       | Jem and the Holograms                   | Stephen, el Guardia       |                                                                          |
| 2016       | Central Intelligence                    | Steve                     |                                                                          |
| 2016       | XOXO                                    | DJ Avilo                  |                                                                          |
| 2016       | Bad Santa 2                             | Regent Hastings           |                                                                          |
| 2017       | CHiPs                                   | Brian Grieves             |                                                                          |
| 2017       | Literally, Right Before Aaron           | Aaron                     |                                                                          |
| 2018       | Dog Days                                | Peter                     |                                                                          |
| 2020       | Fantasy Island                          | JD Weaver                 |                                                                          |
| Televisión |                                         |                           |                                                                          |
| Año        | Título                                  | Rol                       | Notas                                                                    |
| 2001       | The Geena Davis Show                    | Larry                     | Episodio: "Hot Potato"                                                   |
| 2001       | Ally McBeal                             | Student MC                | Episodio: "The Wedding"                                                  |
| 2001       | Motocrossed                             | Entrant #1                | película para televisión                                                 |
| 2002       | Power Rangers Wild Force                | Piloto #3                 | Episodio: "The End of the Power Rangers: Part 2"                         |
| 2003       | Grounded for Life                       | Matt                      | Episodio: "Just Like a Woman"                                            |
| 2004       | Like Family                             | Dell                      | 2 episodios                                                              |
| 2004       | Las Vegas                               | Jared                     | Episodio: "The Strange Life of Bob"                                      |
| 2004       | Las Vegas                               | Brad                      | Episodio: "The Family Jewels"                                            |
| 2004–07    | Veronica Mars                           | Dick Casablancas          | Recurrente (temp. 1); principal (temps. 2–3); 39 episodios               |
| 2005–06    | That's So Raven                         | J.J.                      | 2 episodios                                                              |
| 2009–10    | Party Down                              | Kyle Bradway              | elenco principal; 20 episodios                                           |
| 2009       | Gossip Girl                             | Shep                      | Episodio: "Valley Girls"                                                 |
| 2011       | Friends with Benefits                   | Ben Harrison              | elenco principal; 13 episodios                                           |
| 2011       | Childrens Hospital                      | Kyle Bradway              | Episodio: "Party Down"                                                   |
| 2012       | Happy Endings                           | Jeff Niebert              | Episodio: "Makin' Changes!"                                              |
| 2012       | Key & Peele                             |                           | Episodio: "Flash Mob"                                                    |
| 2012       | Best Friends Forever                    | Keith Kazakian            | Episodio: "Single and Lovin' It"                                         |
| 2012       | Royal Pains                             | Brady Wilkerson           | Episodio: "Fools Russian"                                                |
| 2012–13    | The League                              | Ben                       | 2 episodios                                                              |
| 2012–17    | 2 Broke Girls                           | Andy                      | 12 episodios                                                             |
| 2012       | Wedding Band                            | Cooper                    | 2 episodios                                                              |
| 2013       | Parenthood                              | Luke                      | Episodio: "Keep on Rowing"                                               |
| 2014       | House of Lies                           | Johnno                    | Episodio: "Boom"                                                         |
| 2014       | Bad Teacher                             | Joel Kotsky               | elenco principal; 13 episodios                                           |
| 2014–15    | Bad Judge                               | Gary Boyd                 | elenco principal; 13 episodios                                           |
| 2015       | Resident Advisors                       | Doug Weiner               | elenco principal; 7 episodios                                            |
| 2015       | IZombie                                 | Carson McComb             | Episodio: "Flight of the Living Dead"                                    |
| 2015       | Marry Me                                | Lee                       | Episodio: "Wake Me"                                                      |
| 2016       | Angie Tribeca                           | Wilson Phillips           | Episodio: "The One With the Bomb"                                        |
| 2016       | Grandfathered                           | Chason                    | Episodio: "Tableside Guacamole"                                          |
| 2016       | American Dad!                           | Chad (voz)                | Episodio: "The Enlightenment of Ragi-Baba"                               |
| 2017       | Portlandia                              | Dax                       | Episodio: "Carrie Dates a Hunk"                                          |
| 2017       | Santa Clarita Diet                      | Bob Jonas                 | Episodio: "Attention to Detail"                                          |
| 2017       | Teachers                                | Brent                     | Episodio: "Snap Judgment"                                                |
| 2017       | The Mindy Project                       | Dr. Michael Lancaster     | Episodio: "Mindy Lahiri is a White Man"                                  |
| 2017       | American Housewife                      | Zach                      | Episodio: "The Couple"                                                   |
| 2018       | Me, Myself & I                          | Mid-Life Justin           | Episodio: "Home Alone"                                                   |
| 2018       | Fresh Off the Boat                      | Mr. Grant                 | Episode: "Sub Standard"                                                  |
| 2019       | Adam & Eve                              | Adam                      | Película para teleivisión                                                |
| 2020       | Bless This Mess                         | Matt                      | Episodio: "The Table"                                                    |
| 2021–2022  | A Million Little Things                 | Camden Lamoureux          | 8 episodios                                                              |
| 2023       | Rick and Morty                          |                           | Episodio: "Rickfending Your Mort"                                        |
| 2024-2025  | Night Court                             | Jake                      | 8 episodios                                                              |
| Web        |                                         |                           |                                                                          |
| Año        | Título                                  | Rol                       | Notas                                                                    |
| 2009       | Rockville, CA                           | Chambers                  | 13 episodios                                                             |
| 2010       | The Legion of Extraordinary Dancers     | Brendan Broman            | 2 episodios                                                              |
| 2012–13    | Burning Love                            | Camarero vaquero, Blaze   | 18 episodios                                                             |
| 2014       | HelLA                                   | Ryan                      | Episodio: "LA House Parties"                                             |
| 2014       | Gentlemen Lobsters                      | Yannie Boi (voz)          | Episodio: "The Secret to Crushing at Titanfall: Wear Thom Browne Boxers" |
| 2014       | Play It Again, Dick                     | él mismo/Dick Casablancas | elenco principal; 8 episodios                                            |
| 2017       | Ryan Hansen Solves Crimes on Television | él mismo                  | elenco principal; 8 episodios                                            |